# Öwezguly Esenow
Öwezguly Esenow (* 11. November 1999) ist ein turkmenischer Eishockeyspieler.

## Karriere
Bei der Weltmeisterschaft 2022 nahm Öwezguly Esenow an der Division III teil. Auch bei den Weltmeisterschaften 2023, als er zum besten Spieler seiner Mannschaft gewählt wurde, und 2024 spielte er in der Division III.